# Marko Pregl
Marko Pregl, ljubljanski župan v 16. stoletju, † 1567. 
Pregl je bil ljubljanski gostilničar. Župan Ljubljane je postal leta 1563 in na tem položaju ostal leto dni.